# C-Sharp
C# (englisch c sharp [siːˈʃɑːp]) ist eine typsichere objektorientierte Allzweck-Programmiersprache. Architekt der Sprache war Anders Hejlsberg im Auftrag von Microsoft, zurzeit ist Mads Torgersen der Chef-Entwickler. Die Sprache ist an sich plattformunabhängig, wurde aber im Rahmen der .NET-Strategie entwickelt, ist auf diese optimiert und meist in deren Kontext zu finden.
Historisch wurde in C# fast exklusiv für Windows entwickelt. Durch Xamarin ist es inzwischen aber auch möglich, für macOS, iOS und Android zu entwickeln. Zudem gibt es mit .NET Core auch offizielle Unterstützung für GNU/Linux und macOS.
Bis Version 2 war die Sprache bei der ECMA und der ISO als Standard registriert.
In der Folge erschienen regelmäßig umfangreiche Erweiterungen der Sprache durch Microsoft. Durch die Entwicklung des Referenz-Compilers als Open Source (seit 2014) sind auch Community-Beiträge möglich.

## Namensgebung
C# wurde unter dem Codenamen Cool entwickelt, der jedoch aus Gründen des Marketings zur Veröffentlichung geändert wurde. Der Name C Sharp geht auf musikalische Notenschrift zurück, wo das Kreuz (♯, englisch sharp) die Erhöhung von Stammtönen (in diesem Fall C) um einen Halbton kennzeichnet. C sharp ist also der englische Begriff für den Ton cis. Dies ist eine Anspielung darauf, dass der Name der Programmiersprache C++ der Notation für die Erhöhung des Werts einer Variable um eins entstammt. Des Weiteren kann man das Kreuz-Zeichen als Kombination von vier Plus-Zeichen betrachten, was eine Erhöhung von C++ darstellen soll. Allerdings enthält der Name nicht das Kreuz-Zeichen der Musiknotation, sondern ein Rautezeichen, das häufig als Ersatzzeichen für das auf üblichen Tastaturen fehlende musikalische Symbol genutzt wird.

## Konzept
C# greift Konzepte der Programmiersprachen Java, C++, Haskell, C sowie von Delphi auf. C# zählt zu den objektorientierten Programmiersprachen und unterstützt sowohl die Entwicklung von sprachunabhängigen .NET-Komponenten als auch COM-Komponenten für den Gebrauch mit Win32-Anwendungsprogrammen.
Einige der Elemente von C++, die im Allgemeinen als unsicher gelten, wie beispielsweise Zeiger, werden in C# nur für sogenannten „unsicheren Code“ erlaubt, der in Zonen mit eingeschränkten Rechten (z. B. bei Programmen, die aus Webseiten heraus ausgeführt werden) ohne die Zuteilung erweiterter Rechte nicht ausgeführt wird.
Als .NET-Sprache verfügt auch C# über Sprachunterstützung für Attribute und Delegaten. Attribute erlauben es, Informationen über eine Klasse, ein Objekt, oder eine Methode zu speichern, die zur Laufzeit ausgewertet werden können. Man spricht hierbei auch von Metadaten. Ein Delegat kann auf Methoden einer Klasse verweisen. Das Konzept stellt eine Weiterentwicklung von Funktionszeigern dar, wie sie beispielsweise in der Programmiersprache C vorkommen. Der Delegat hat jedoch einen festen Typ (genannt Delegat-Typ), der eine konkrete Signatur festlegt, die vom Compiler überprüft wird. Für den Aufruf beinhaltet der Delegat auch den Verweis auf das zu den Methoden gehörende Objekt. Ein Aufruf eines Delegaten ruft also gezielt eine Methode auf, der implizit ein Objektzeiger als Parameter übergeben wird. Außerdem müssen Delegaten typensicher deklariert werden, was zur Folge hat, dass Inkompatibilitäten der Methodensignaturen zwischen aufrufendem Delegat und der aufzurufenden Methode schon während der Kompilierung bemerkt werden.
Ab der Version 2.0 von C#, die mit .Net-Framework 2.0 freigegeben wurde, unterstützt C# neben generischen Typen (englisch generics) auch anonyme Methoden, Generatoren und partielle Klassen. Generische Typen, Iteratoren und partielle Klassen sind Bestandteil des .NET-Frameworks 2.0 und stehen somit auch anderen .NET-Programmiersprachen wie beispielsweise Visual Basic .NET zur Verfügung.

## Standardisierung
Microsoft reichte C# im August 2000 zusammen mit Hewlett-Packard und Intel bei der Normungsorganisation Ecma International zur Normung ein. Im Dezember 2001 veröffentlichte die ECMA die Norm ECMA-334 C# Language Specification. 2003 wurde C# von der ISO genormt (ISO/IEC 23270).
Im Juni 2005 genehmigte die ECMA die dritte Version (C# 2.0) der C#-Spezifikationen und aktualisierte die bisherige Norm ECMA-334. Hinzu kamen die partiellen Klassen, anonyme Methoden, nullable types und Generics, die Ähnlichkeiten zu den C++-Templates aufweisen. Im Juli 2005 übergab die ECMA die Standards und zugehörigen TRs an die ISO/IEC JTC 1.
Die ECMA-Spezifikation 334 deckt nur die Sprache C# ab. Programme, die in C# geschrieben werden, nutzen gewöhnlich das .NET-Framework, das teilweise durch andere Spezifikationen beschrieben wird und teilweise proprietär ist. Dennoch ist die Sprache C# prinzipiell plattformunabhängig. Das von Ximian (jetzt Xamarin) initiierte Projekt Mono ermöglicht beispielsweise auch Nutzern von macOS oder Unix, C# für Entwicklungen auf ihrem Betriebssystem einzusetzen.
Microsoft veröffentlichte die dritte Version von C# mit dem .NET-SDK 2.0 und Visual Studio 2005 im November 2005.
Microsoft stellte klar, dass C#, genauso wie andere .NET-Sprachen, einen wichtigen Bestandteil seiner Softwarestrategie sowohl für den internen als auch für den externen Gebrauch darstelle. Das Unternehmen übernimmt eine aktive Rolle in der Vermarktung der Sprache als Teil seiner gesamten Geschäftsstrategie.

## Versionen
| Jahr | Version                        | Version        | neu eingeführte Sprachelemente |
| Jahr | .NET                           | C#             | neu eingeführte Sprachelemente |
| ---- | ------------------------------ | -------------- | --- |
| 2002 | .NET Framework 1.0             | C# 1.0         | |
| 2003 | .NET Framework 1.1             | C# 1.2         | |
| 2005 | .NET Framework 2.0             | C# 2.0         | Generics Partielle Typen Anonyme Methoden Iteratoren Nullable-Datentyp Private setters Delegates Kovarianz und Kontravarianz Statische Klassen |
| 2006 | .NET Framework 3.0             | C# 2.0         | Generics Partielle Typen Anonyme Methoden Iteratoren Nullable-Datentyp Private setters Delegates Kovarianz und Kontravarianz Statische Klassen |
| 2007 | .NET Framework 3.5             | C# 3.0         | Implizit typisierte Variablen Objekt- und Collection-Initialisierer Automatisch implementierte Properties Anonyme Datentypen Erweiterungsmethoden LINQ Lambda-Expressions Expression-Trees Partielle Methoden |
| 2010 | .NET Framework 4.0             | C# 4.0         | Dynamisches Binding Benannte und optionale Argumente Generische Ko- und Kontravarianz Embedded Interop-Datentypen („NoPIA“) |
| 2012 | .NET Framework 4.5             | C# 5.0         | Asynchrone Methoden Caller-Info-Attribute |
| 2015 | .NET Framework 4.6             | C# 6.0         | Initialisierer für Auto-Properties Import statischer Funktionen in den Namespace Exception Filters Indizierte Membervariablen und Elementinitialisierer Das Keyword await in try-catch-finally Blocks Collection-Initialisierer verwenden Add()-Erweiterungsmethode String-Interpolation Mehrzeilige String-Ausdrücke Null-Conditional Operator nameof-Ausdruck Implementierung von Methoden mittels Lambda-Ausdruck |
| 2017 | .NET Framework 4.6.2 .NET Core | C# 7.0– C# 7.3 | Deklarationsausdrücke auf out-Parametern Mustervergleiche (Pattern matching) is-Ausdrücke mit Mustern switch-Anweisungen mit Typ-Mustern und zusätzlichen Bedingungen Tupel Dekonstruktion von Tupeln Lokal deklarierte Funktionen Füllzeichen _ zur Verbesserung der Lesbarkeit von Zahlen Binärliterale 0b... Referenzen (Verweise) als Rückgabewert von Funktionen und als lokale Variablen Verallgemeinerte async-Rückgabe-Typen Die Main-Methode kann async sein Lambdaausdrücke => in Konstruktoren, Accessoren(get,set) und Finalizern Ausnahmen innerhalb von Ausdrücken erzeugen Bedingte ref-Ausdrücke |
| 2019 | .NET Core 3                    | C# 8.0         | Standardimplementierungen in Schnittstellen Switch Expressions Index- und Range-Operatoren zur Adressierung von Teilmengen asynchrone Streams (asynchrone Iteration mit foreach) nullbare Referenztypen (z. B. String?) statische Lokale Funktionen |
| 2020 | .NET 5.0                       | C# 9.0         | Datensatztypen (Records) Eigenschafteninitialisierung Anweisungen außerhalb von Klassen Verbesserungen beim Pattern Matching Ganzzahlen mit nativer Größe Funktionszeiger Unterdrücke die Emission der lokalen Flags Zieltypisierte new-Ausdrücke statische anonyme Funktionen Zieltypisierte bedingte Ausdrücke Kovariante Rückgabetypen Erweiterungsunterstützung GetEnumeratorfür foreachSchleifen Lambda-Verwerfungsparameter Attribute für lokale Funktionen Modulinitialisierer Neue Funktionen für Teilmethoden                                                                                           |
| 2022 | .NET 6.0                       | C# 10.0        | Datensatzstrukturen Parameterlose Strukturkonstruktoren Globale using-Anweisung Dateibereichsnamespaces Muster für erweiterte Eigenschaften Verbesserte interpolierte Zeichenfolgen Konstante interpolierte Zeichenfolgen Lambdaverbesserungen Aufruferargumentausdruck Erweiterte #line-Direktiven Generische Attribute Verbesserte Analyse der definitiven Zuweisung AsyncMethodBuilder-Überschreibung |
| 2022 | .NET 7.0                       | C# 11.0        | Generische Attribute Generische Mathematik Schlüsselwort für IntPtr und UIntPtr Datentypen Zeilenumbrüche bei Stringinterpolation Erweiterung bei Listenmustern Datei-lokale Datentypen Benötigte Member-Datenfelder ref Felder in ref struct-Datenstrukturen Default-Werte in struct-Datenstrukturen UTF-8 Codierte Strings mittels u8-Suffix Erweiterung des nameof-Operators „Raw String Literale“ |
| 2023 | .NET 8.0                       | C# 12.0        | Primäre Konstruktoren Sammlungsausdrücke Inlinearrays Optionale Parameter in Lambdaausdrücken ref readonly-Parameter Alias für beliebigen Typ Experimentelles Attribut Interceptors (Preview-Funktion) |
| 2024 | .NET 9.0                       | C# 13.0        | Neue Escape-Sequenz \e für das Escape-Zeichen Partielle Properties und partielle Indexer Generische Mengen in Verbindung mit dem Schlüsselwort params Indizierung vom Ende her mit ^ Erweiterte Verwendungsmöglichkeiten für ref struct Prioritäten bei der Auflösung von Überladungen Field (Preview-Funktion) |

## Integrierte Entwicklungsumgebungen (IDEs)
Die dominierende Entwicklungsplattform ist Microsoft Visual Studio (Windows und macOS, proprietäre Software). Es  gibt auch eine Reihe anderer Entwicklungsumgebungen (IDEs) für C#, es werden jedoch nicht immer die neusten Sprachstandards und Laufzeitumgebungen (.NET Core) unterstützt:
- Visual Studio Code (Windows, macOS und Linux)
- JetBrains bietet mit ReSharper (Windows, proprietär) eine Reihe von Plug-ins für Visual Studio an, welche dieses verbessern sollen
- Rider (Windows, Linux und Mac OS)
- Baltie (Windows, proprietär) speziell für Kinder
- MonoDevelop (GNU/Linux; FLOSS)
- Notepad++ (Windows; FLOSS) mit dem Plugin CS-Script (FLOSS) ermöglicht Autovervollständigung, Codeausführung und Debugging
- das OmniSharp-Projekt ermöglicht, erleichtert und erweitert die Möglichkeiten verschiedener verbreiteter Editoren (Atom, Adobe Brackets, Emacs, Sublime Text, Vim und Visual Studio Code) bezüglich C# (als Teil von .NET)
- SharpDevelop (Windows; FLOSS)

## Compiler
In der Regel übersetzen die C# Compiler nicht unmittelbar in die Maschinensprache, sondern in eine Zwischensprache. 
 Bei der Ausführung wird dann eine virtuelle Maschine gestartet, die den zweiten Teil des Übersetzungsprozesses in einem Just-In-Time Compiler erledigt.
Es existieren vier Compiler für C#:
- der von Microsoft für die neuesten Versionen von C# und Visual Basic .NET entwickelte Roslyn-Compiler (Windows; FLOSS)[14] als neuste Iteration der .NET Compiler Platform (deren ältere Versionen proprietäre Software waren)
- mcs von Xamarin für Mono (Windows, macOS, GNU/Linux; FLOSS) unterstützte bis C# Version 6 alle Features, die Version 7 wurde nur noch partiell unterstützt[15]
- DotGNU (FLOSS), Weiterentwicklung wurde 2012 eingestellt.
- CoreRT/.Net Native

## Sprachelemente
C#-Syntaxbeispiel für ein einfaches Kommandozeilen-Programm:
```
using
 
System
;

class
 
Program

{

    
static
 
void
 
Main
(
string
[]
 
args
)

    
{

        
Console
.
WriteLine
(
"Hallo Welt!"
);

    
}

}

```

Einfache MessageBox in C#
```
using
 
System
;

using
 
System.Windows.Forms
;

class
 
Program

{

    
public
 
static
 
void
 
Main
()

    
{

        
MessageBox
.
Show
(
"Text"
,

                        
"Titel"
,

                        
MessageBoxButtons
.
OK
,

                        
MessageBoxIcon
.
Hand
);

    
}

}

```

FileStream-Beispiel in C#
```
using
 
System
;

using
 
System.IO
;

using
 
System.Text
;

class
 
Program

{

    
public
 
static
 
void
 
Main
()

    
{

        
// Text, der in die Datei geschrieben wird

        
const
 
string
 
textToWrite
 
=
 
"Hallo Welt"
;

        
const
 
string
 
fileName
 
=
 
"dateiname.txt"
;

        
// Datei "dateiname.txt" wird erstellt oder überschrieben

        
using
 
(
var
 
stream
 
=
 
new
 
FileStream
(
fileName
,

                                           
FileMode
.
Create
,

                                           
FileAccess
.
Write
))

        
{

            
// Der Text wird UTF8-kodiert in die Datei geschrieben

            
var
 
data
 
=
 
Encoding
.
UTF8
.
GetBytes
(
textToWrite
);

            
stream
.
Write
(
data
,
 
0
,
 
data
.
Length
);

            
// Datei wird geschlossen...

        
}

    
}

}

```

Networking-Beispiel in C#
```
using
 
System.Text
;

using
 
System.Net
;

using
 
System.Net.Sockets
;

using
 
static
 
System
.
Console
;

class
 
Program

{

    
public
 
static
 
void
 
Main
()

    
{

        
// Daten, die gesendet werden

        
const
 
string
 
textToSend
 
=
 
"Hallo Welt"
;

        
// Endpunkt, zu dem verbunden wird

        
const
 
string
 
localhost
 
=
 
"127.0.0.1"
;

        
const
 
int
 
port
 
=
 
80
;

        
var
 
data
 
=
 
Encoding
.
UTF8
.
GetBytes
(
textToSend
);

        
var
 
ip
 
=
 
IPAddress
.
Parse
(
localhost
);

        
var
 
ipEndPoint
 
=
 
new
 
IPEndPoint
(
ip
,
 
port
);

        
// Socket, das verwendet wird

        
using
 
(
var
 
socket
 
=
 
new
 
Socket
(
AddressFamily
.
InterNetwork
,

                                       
SocketType
.
Stream
,

                                       
ProtocolType
.
Tcp
))

        
{

            
// Es wird zum Endpunkt verbunden

            
socket
.
Connect
(
ipEndPoint
);

            
// Daten werden gesendet

            
var
 
byteCount
 
=
 
socket
.
Send
(
data
,
 
SocketFlags
.
None
);

            
WriteLine
(
"Es wurden {0} bytes gesendet"
,
 
byteCount
);

            
// Puffer für die zu empfangenen Daten

            
var
 
buffer
 
=
 
new
 
byte
[
256
];

            
// Daten werden empfangen

            
byteCount
 
=
 
socket
.
Receive
(
buffer
,
 
SocketFlags
.
None
);

            
// Wenn eine Antwort erhalten wurde, diese ausgeben

            
if
 
(
byteCount
 
>
 
0
)

            
{

                
WriteLine
(
"Es wurden {0} Bytes empfangen"
,
 
byteCount
);

                
var
 
answer
 
=
 
Encoding
.
UTF8
.
GetString
(
buffer
);

                
WriteLine
(
"Empfangene Daten: {0}"
,
 
answer
);

            
}

            
// Verbindung wird geschlossen

        
}

    
}

}

```

## Sprachderivate
- Cω
- Sing#
- Spec#
- Vala für Programme des Gnome-Projektes